# كليوباس

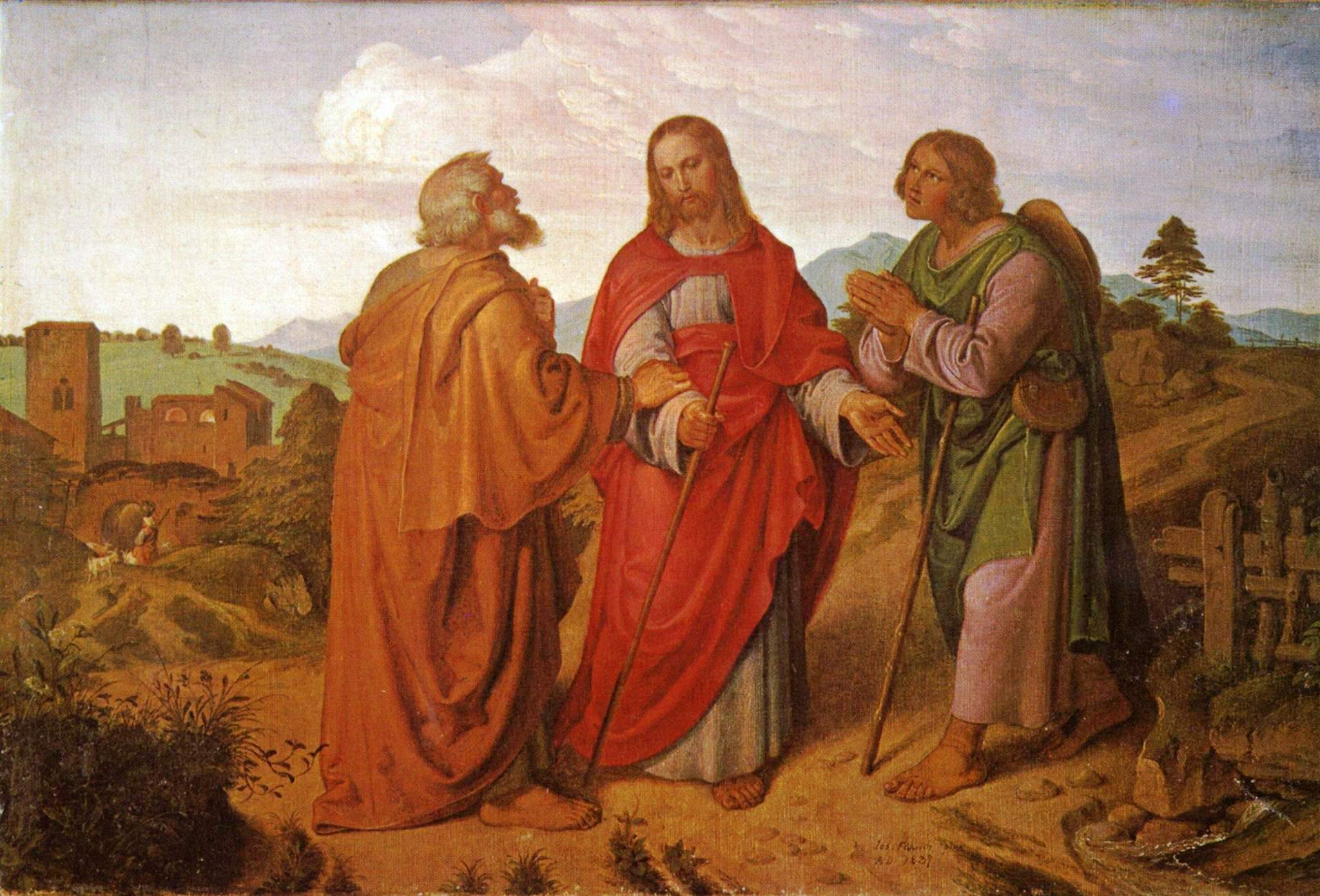
المسيح يظهر للكليوباس ورفقيه في عمواس.

كيلوباس اسم يونانى يرجح أنه أختصار كليوباتروس ومعناه: أب مشهور (لو 24: 13 -34)
كليوباس أحد تلميذي عمواس، بشر في بلاد عديدة ثم مات
لو 24: 18 فأجاب أحدهما الذي اسمه كليوباس وقال له هل أنت متغرب وحدك في أورشليم ولم تعلم الأمور التي حدثت فيها في هذه الأيام.
وهو سيمون ابن يوسف أخو يعقوب ثاني اساقفة اورشليم. صار اسقفا بعد يعقوب اخية وقد عاش 120 سنة وهو أحد تلميذى عمواس حيث ظهرله السيد المسيح وهو ورفيقة في أثناء رحلتهما إلى عمواس عشية القيامة وقد كانا قد انتابهم الخوف والرعب بعد موت المخلص. وبظهورالرب لهما صار هذا الرسول أحد السبعين رسولا. وقاسى شدائد كثيرة من قبل طوماتيانوس الملك. وأخيراً صلب في أيام ترايانو الملك. وتعيد له الكنيسة القبطية تحت اليوم الأول من شهر هاتور.
في اليوم الأول من شهر هاتور تحتفل الكنيسة بتذكار القديسَين كليوباس الرسول ورفيقه، وهما من الاثنين وسبعين رسولاً. كانا منطلقين إلى قرية عمواس. وفيما هما يتكلمان ويتحاوران اقترب إليهما السيد المسيح نفسه، ولما لم يعرفاه قال لهما: «أيها الغبيان والبطيئا القلوب في الإيمان بجميع ما تكلم به الأنبياء، أما كان ينبغي أن المسيح يتألم بهذا ويدخل إلى مجده؟» ولما اتكأ معهما أخذ خبزًا وبارك وكسر وناولهما فانفتحت أعينهما وعرفاه ثم اختفى عنهما.